# تيرانيوس روفينوس
تيرانيوس روفينوس (بالإنجليزية: Tyrannius Rufinus)‏ ويُدعى أيضاً روفينوس الأكويلي (باللاتينية: Rufinus Aquileiensis) أو روفينوس الكونكوردي (باللاتينية: Rufinus of Concordia)، ولد مابين عامي 344م/345م وتوفي عام 411م، وكان راهباً ومؤرخاً ولاهوتياً. ومن المعروف أنه مترجم للمواد اليونانية إلى اللغة اللاتينية—وبخاصة أعمال أوريغن.

## روابط خارجية
- تيرانيوس روفينوس على موقع الموسوعة البريطانية (الإنجليزية)